# Kazimierza Wielka (plaats)
Kazimierza Wielka (uitspraakⓘ) is een stad in het Poolse woiwodschap Święty Krzyż, gelegen in de powiat Kazimierski. De oppervlakte bedraagt 5,34 km², het inwonertal 5848 (2005).

## Verkeer en vervoer
- Station Kazimierza Wielka